# Gottlieb Ulmi
Gottlieb Ulmi (* 22. März 1921 in Littau; † 3. Februar 1990 in Emmen) war ein Schweizer Bildhauer und Plastiker. Sein Werk umfasst Skulpturen, Reliefs, Kunst am Bau und Medaillen.

## Leben und Werk

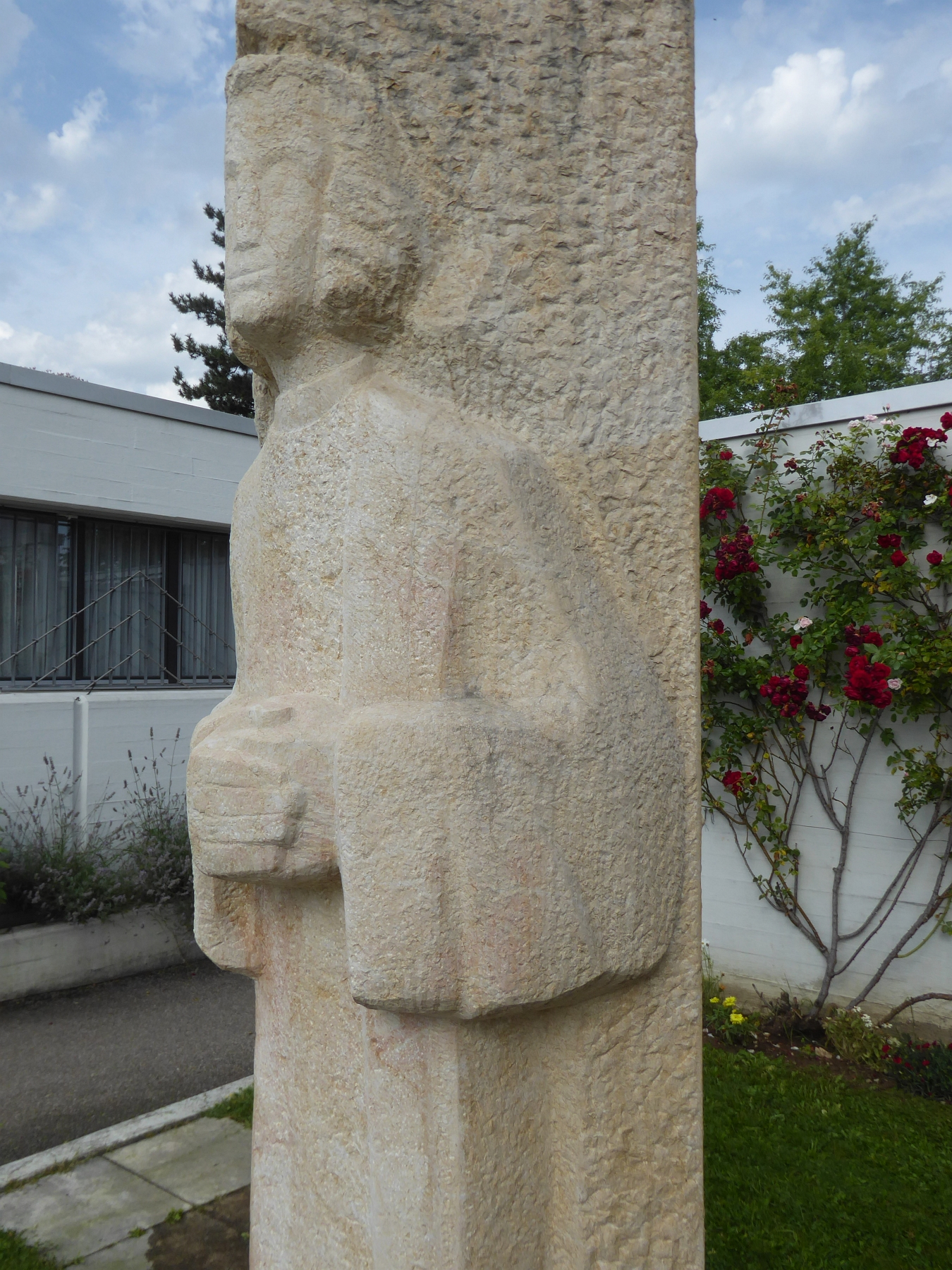
1990 Stele. Kirchenpatron Jean-Marie Vianney, Muttenz

Gottlieb Ulmi war ein Sohn des Gottlieb Ulmi (1883–1947) und der Anna, geborene Krummenacher (1898–1977). Er war mit Josefina, geborene Fischer (1921–2012), verheiratet. Von ihr stammt das Schulhauslied Littau-Dorf. Ihr gemeinsamer Sohn ist der Steinbildhauer und Künstler Lukas Ulmi (* 1958). Die Familie lebte in Reussbühl und ab 1964 in Emmen. Sein Atelier war in Rathausen bei Ebikon.
Nach Ulmis Entwurf entstand 1959 die 24 Tonnen schwere und 7,5 Meter hohe Eulenplastik, die vor der Westfassade der Schulhausanlage «Staffeln» in Luzern steht. 1961 wurde bei der Thorenbergbrücke in Littau nach dem von Ulmi entworfenen Modell die 60 Tonnen schwere und 11 Meter hohe Betonplastik «Der Wächter an der Thorenbergbrücke», auch bekannt unter dem Namen «Littauer-Hahn», eingeweiht. Der Hahn wurde in Folge gerne als Vorlage für Firmenembleme, Pralinés und Briefkopflogos für Vereine verwendet. Franz Hohler hat dem Hahn 1986 in seinem Dokumentarfilm Dünki-Schott ein Denkmal gesetzt. Ulmi schuf 1987 für die römisch-katholische Kirche Johannes Maria Vianney in Muttenz eine Marienstatue mit dem Titel Maria Mutter der Christenheit sowie 1990 mit seinem Sohn Lukas für die gleiche Kirche eine Stele des Kirchenpatrons Jean-Marie Vianney.

## Werke (Auswahl)
- 1948: «St. Georgs-Statue» an der Renggbrücke in Littau-Malters
- 1952: «Die singenden Buben» beim Dorfbrunnen in Littau / 100 Jahre Abendzirkel-Brunnen in Littau
- 1955: «Die Eule der Weisheit» Betonplastik beim Schulhaus Staffeln in Reussbühl
- 1961: «Der Wächter an der Thorenbergbrücke» Betonplastik an der Thorenbergbrücke in Littau
- 1978: «Vom Näbenand zum Mitenand» / Jubiläumstaler zu «800 Jahre Littau»
- 1978: «Unendliche Säule» in der Kurve Ruopigenring / Staldenhöhe in Reussbühl zu «800 Jahre Littau»
- 1987: «Maria, Mutter der Christenheit» Plastik in der Pfarrkirche Johannes Maria Vianney in Muttenz
- 1990: Zusammen mit seinem Sohn Lukas: Stele für den Kirchenpatron Johannes Maria Vianney in Muttenz

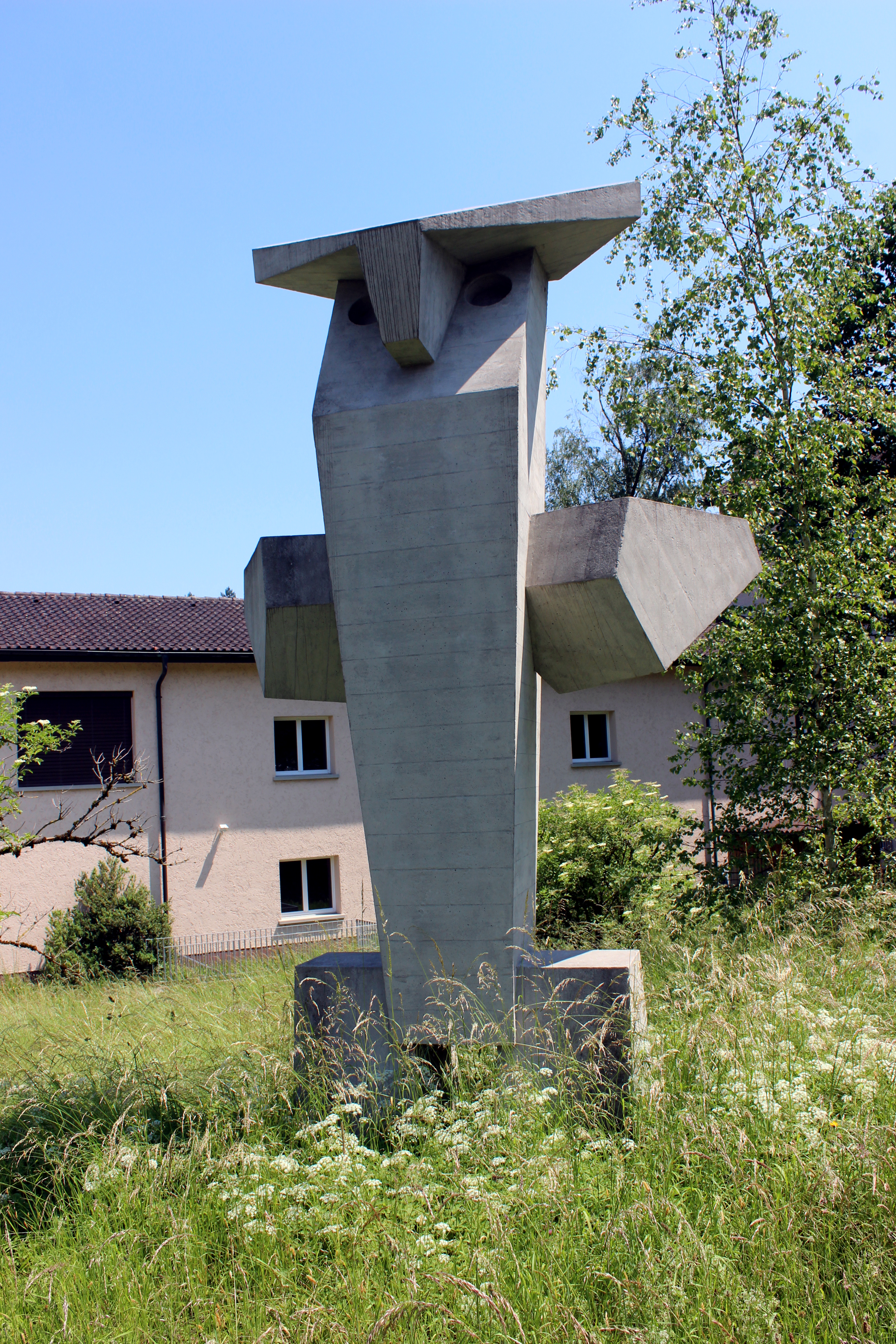
1959, Eulenplastik. Schulhaus «Staffeln», Luzern
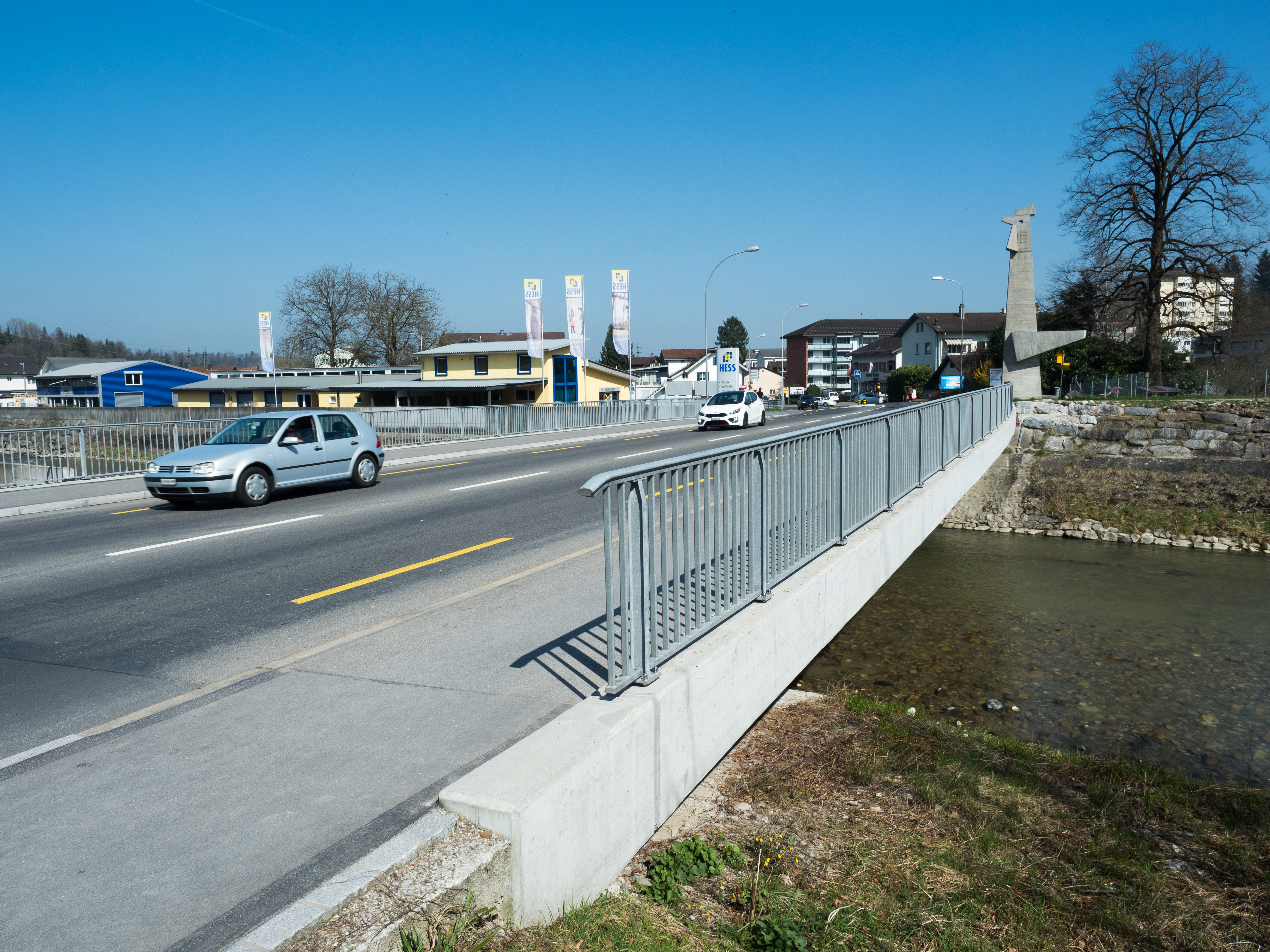
1961, «Der Wächter an der Thorenbergbrücke» Littau